# Мартиново (Єльцовський район)
Марти́ново (рос. Мартыново) — село у складі Єльцовського району Алтайського краю, Росія. Адміністративний центр Мартиновської сільської ради.

## Населення
Населення — 1290 осіб (2010; 1605 у 2002).
Національний склад (станом на 2002 рік):
- росіяни — 93 %